# George Jackson
George Jackson (23 de setembre de 1941 - 21 d'agost de 1971) va ser un activista nord-americà i membre de les Panteres Negres.

## Biografia
Fou empresonat l'any 1960 a l'edat de 18 anys per haver robat 70 dòlars en una gasolinera. Estant a la presó es va fer marxista revolucionari i es va unir a l'organització de les Panteres Negres. Morí assassinat a trets pels carcellers a la Presó de San Quentin.
El seu cas assolí ressò internacional mercès als seus escrits, els quals denunciaven el racisme institucional de les presons dels Estats Units, on s'usaven tàctiques com la privació sensorial, l'aïllament total, la vigilància constant, la violència extrema i les permanents humiliacions per part dels guàrdies racistes.